# Graugrüner Schenkelkäfer

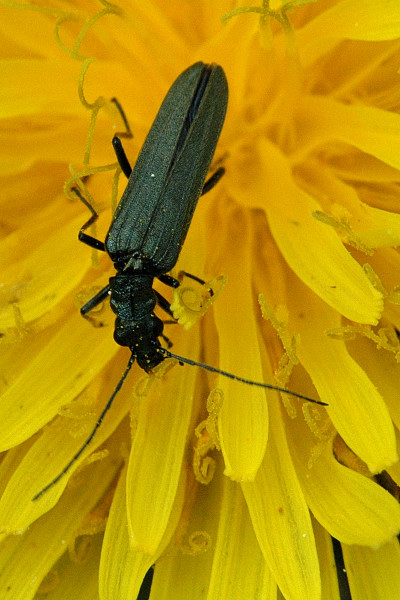

Der Graugrüne Schenkelkäfer (Oedemera virescens) ist ein Käfer aus der Familie der Scheinbockkäfer (Oedemeridae).

## Merkmale
Die Käfer werden 8 bis 11 Millimeter lang. Ihr Körper ist graugrün metallisch glänzend, die Fühler und Beine sind braungrün gefärbt. Das Fühlerendglied ist nicht ausgeschnitten. Bei den Männchen sind die Schenkel (Femora) der Hinterbeine meist verdickt, nur beim sehr ähnlichen Grünlichen Scheinbockkäfer (Oedemera lurida) nicht. Das letzte Hinterleibssegment der Weibchen ist hinten ausgeschnitten, dies unterscheidet sie ebenfalls von der ähnlichen Art. Die Körperoberseite ist fein und dicht grau behaart. Der Halsschild ist fast quadratisch und gerunzelt. Die dicht punktierten Deckflügel sind nach hinten verjüngt und klaffen geringfügig auseinander. Sie tragen jeweils drei erhabene Längslinien, die außen gelegene liegt direkt am Außenrand der Deckflügel, die innerste ist nur kurz und reicht bis zur Verjüngung der Deckflügel.

### Ähnliche Arten
Verwechslungsmöglichkeiten bestehen mit dem Grünlichen Scheinbockkäfer (Oedemera lurida) und mit Oedemera monticola, der aber nur im Gebirge oberhalb 600 m zu finden ist.

## Vorkommen
Graugrüne Schenkelkäfer kommen weit verbreitet und häufig in Europa, östlich bis nach Sibirien, auch im hohen Norden vor. Man findet sie auf Wiesen und an Waldrändern vom Flachland bis in hohe Lagen.

## Lebensweise
Die Imagines sitzen häufig auf Blüten und ernähren sich von Pollen. Die Larven entwickeln sich in trockenen Stängeln von krautigen Pflanzen, wie beispielsweise von Eisenhut, Sonnenblume und Jakobs-Greiskraut, deren Gewebe sie fressen.